# Plagiothecium perminutum
Plagiothecium perminutum là một loài rêu trong họ Plagiotheciaceae. Loài này được Dixon mô tả khoa học đầu tiên năm 1930.